# 明徳寺 (高知県東洋町)
明徳寺（みょうとくじ）は高知県安芸郡東洋町に所在する真言宗豊山派の寺院。山号は金剛山。本尊は弘法大師。別名、東洋大師。四国八十八箇所霊場番外札所。

## 沿革
寺伝によれば、平安時代前期に空海（弘法大師）が42歳の時に四国を巡錫中にこの地に立ち寄った。その際、この地の住人が水が涸れて大変困っていると訴えた。すると空海は谷を登った所に錫杖を突き立てて祈祷を行った。すると水が湧き出て滝となり、以来、涸れずに流れているという。この滝の前に寺院が建立されたのが始まりと伝えられている。

## 野根の昼寝
この寺院には通夜堂があり巡礼者は宿泊が可能である。今では寺院の前を国道55号が室戸岬まで延びている。しかし、国道が開通するまでは海岸を通って室戸に向かうか野根山を越えて向かわねばならなかった。そこで、満潮時はこの寺院で一休みして山を越えていったといわれる。このため、この寺院で休憩することを「野根の昼寝」と呼んだ。
現代でも、ここから室戸岬へ向かう数キロメートルは店舗や自動販売機が無く、歩きの巡礼者が休憩に立ち寄っている。

## 画像

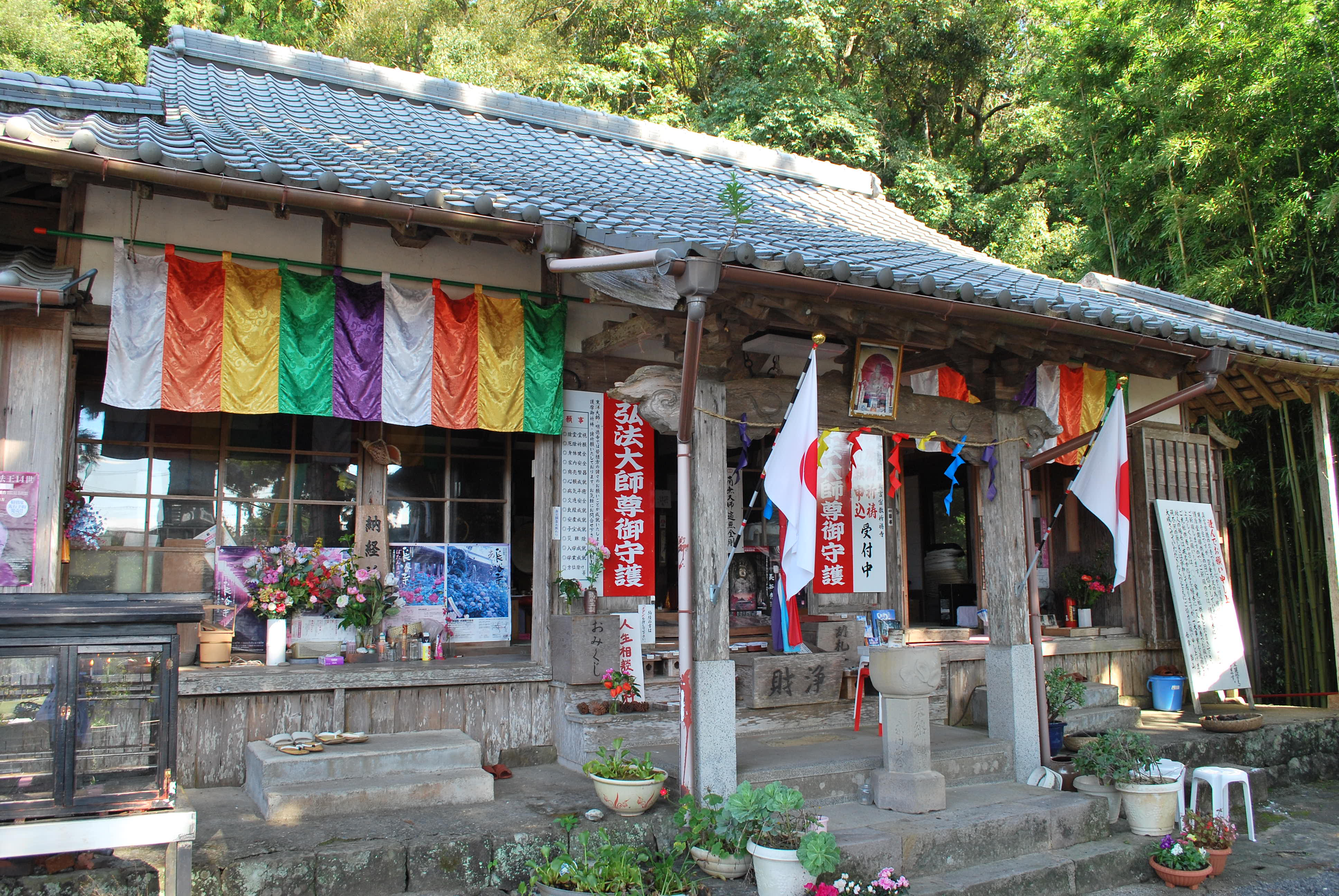
本堂
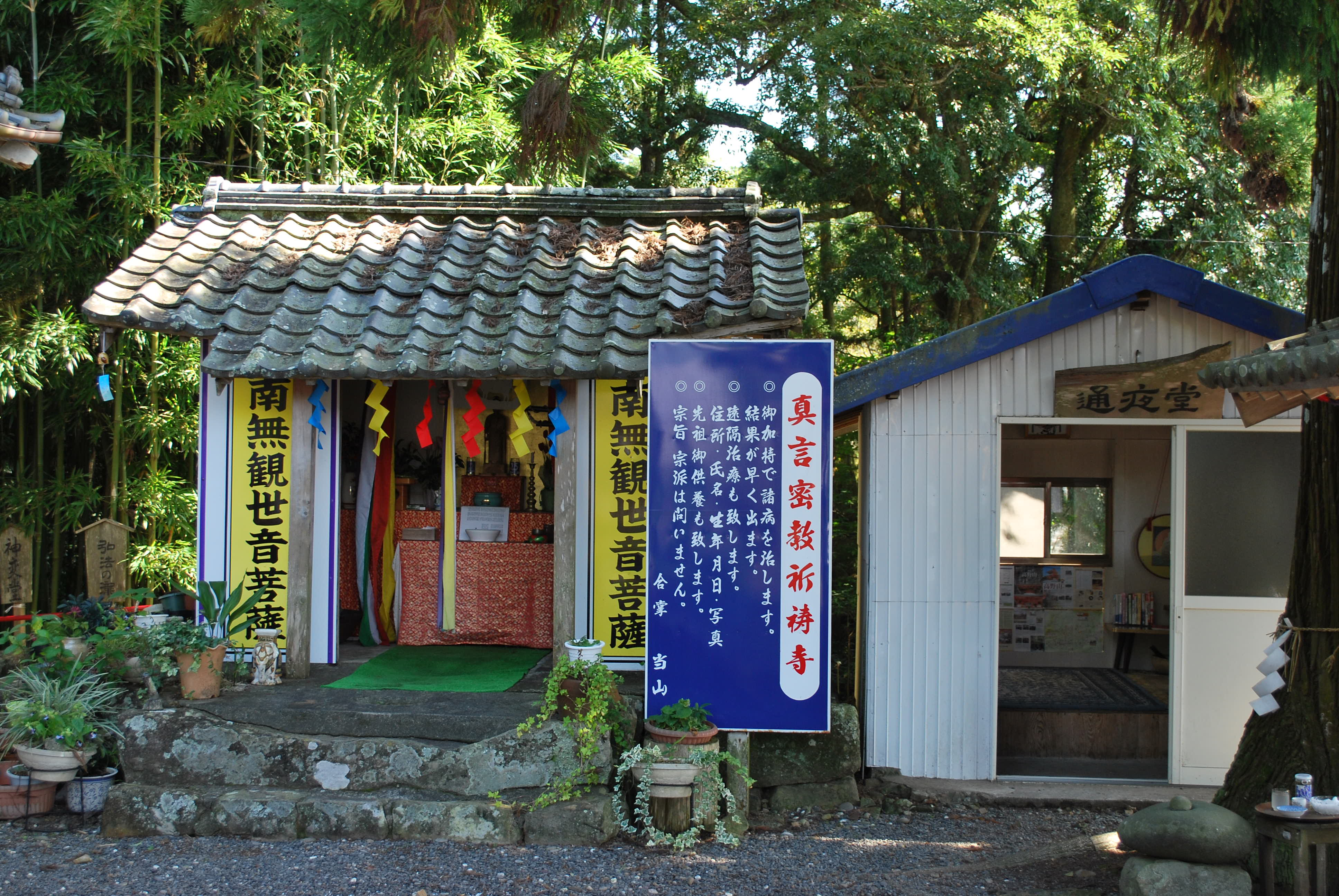
観音堂（左）と通夜堂（右）
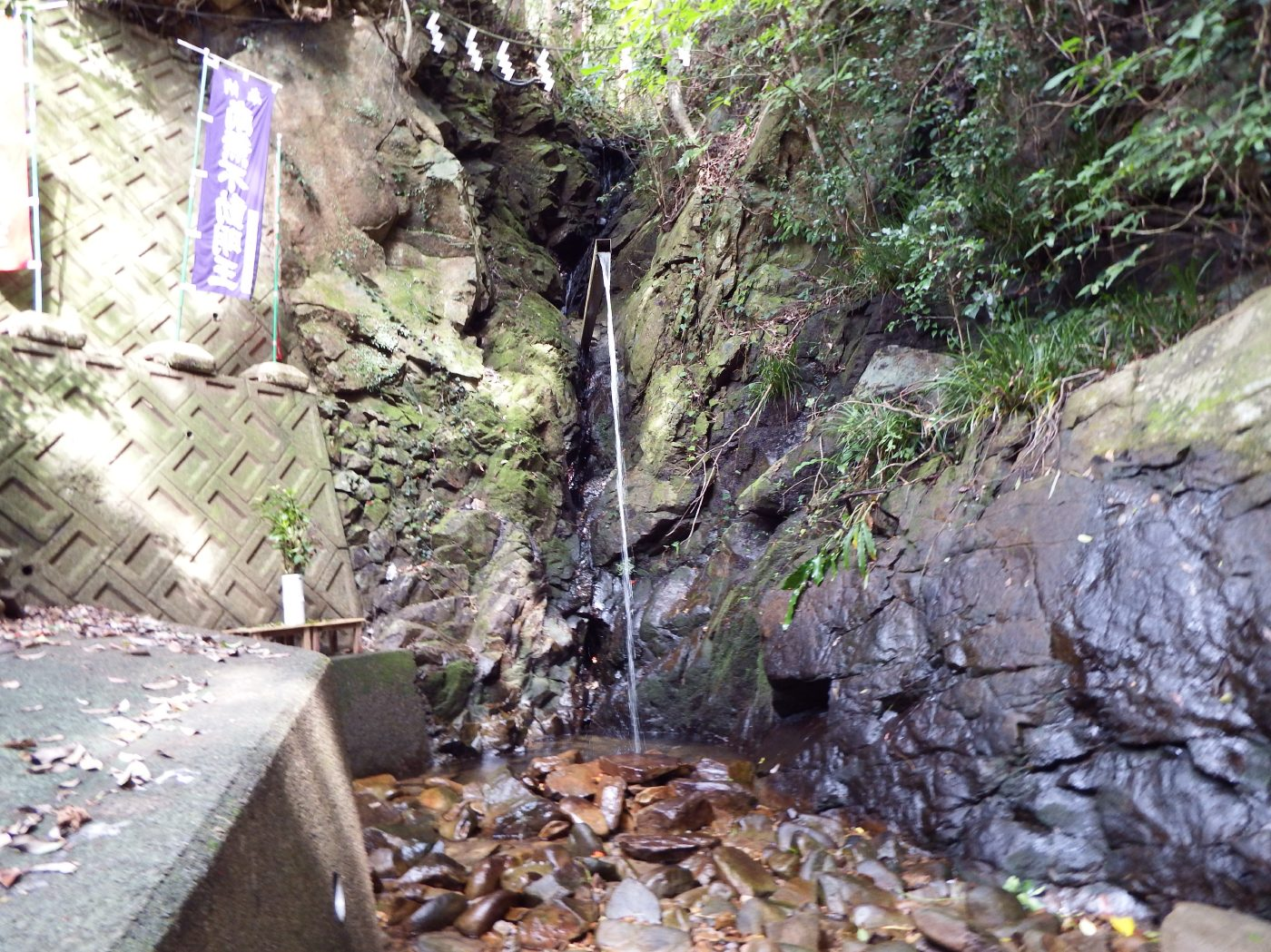
境内の滝